# Drávagárdony
Drávagárdony ist eine ungarische Gemeinde im Kreis Barcs im Komitat Somogy.

## Geografische Lage
Drávagárdony liegt elf Kilometer südöstlich der Kreisstadt Barcs, zwei Kilometer vom linken Ufer des Flusses Dráva entfernt, der die Grenze zu Kroatien bildet. Nachbargemeinden sind Drávatamási, Kastélyosdombó und Potony.

## Sehenswürdigkeiten
- Heimatgeschichtliche Sammlung
- Naturschutzgebiet (verwaltet vom Duna-Dráva-Nationalpark)
- Reformierte Kirche, erbaut in den 1910er Jahren

## Verkehr
Durch Drávagárdony verläuft die Nebenstraße Nr. 58162. Es bestehen Busverbindungen über Drávatamási und Darány nach Barcs sowie über Kastélyosdombó, Potony und Tótújfalu nach Szentborbás. Der nächstgelegene Bahnhof befindet sich nordwestlich in Darány. Durch den Ort führt der Fahrradweg EuroVelo 13.